# Piotr Michera
Piotr Michera (ur. 22 czerwca 1954 w Kaliszu) – polski skrzypek jazz-rockowy, rozrywkowy i klasyczny.

## Życiorys
Początkowo próbował swych sił jako perkusista, lecz został zapisany do klasy skrzypiec w szkole muzycznej. Rozpoczął naukę w wieku 6 lat. Jako autodydakta uczył się także gry na gitarze. W wieku 17 lat, będąc uczniem I Liceum Ogólnokształcącego im. Adama Asnyka w Kaliszu, założył zespół bluesowy, działający pod nazwą Old Drug. Najmłodszym z członków grupy był jego brat Wojciech Michera (perkusja), który liczył wówczas zaledwie 13 lat. 

Próbowaliśmy grać bluesa, ale nie takiego amerykańskiego, raczej polskiego, a nawet kaliskiego. No dobra, takiego mojego bluesa. Nazwa zespołu Old Drug wzięła się właśnie od takiego skojarzenia, że blues to stary, dobry lek na wszystko.

Dyrektor kaliskiego Domu Kultury, w którym Old Drug odbywał próby, zgłosił zespół na eliminacje do II Wielkopolskich Rytmów Młodych w Jarocinie. Młodzi muzycy wzięli udział w eliminacjach, wykonując dwa utwory i zakwalifikowali się do finału, co spowodowało, że musieli pozostać w Jarocinie dłużej. 
Przewodniczącym jury był poznański pianista, wokalista i kompozytor – Wojciech Skowroński. Zaś jego pozostałym członkami byli: Ryszard Gloger – krytyk muzyczny miesięcznika Jazz (później także dziennikarz muzyczny Radia Merkury Poznań); Wojciech Kubiak – muzyk związany z poznańską Telewizją i Radiem; Sławomir Marcinkowski – dziennikarz Słowa Powszechnego i Krzysztof Wodniczak – dziennikarz Gazety Poznańskiej (współorganizator WRM). 
W efekcie zespół wywalczył II nagrodę, tj. Srebrnego Kameleona dla najlepszego wykonawcy bluesa. Puchar z rąk W. Skowrońskiego w imieniu zespołu odebrał jego lider, zaś Old Drug powrócił do Kalisza i zakończył działalność w grudniu 1971 roku. 
Następnie skrzypek miał na swym koncie epizod z formacją fusion pod nazwą Tabu. Od października 1972 roku współtworzył wraz z Tadeuszem Golachowskim (saksofon sopranowy, altowy i barytonowy), Edwardem Crosio (gitara basowa) i Piotrem Wolskim (perkusja), jazz-rockową Grupę Kalisz, która zajęła II miejsce na III FMMW w Kaliszu i zarejestrowała trzy utwory w studiu nagraniowym PR w Warszawie. 
Wielokrotnie wyróżniany i nagradzany również na innych festiwalach i konkursach, m.in.: Jazz nad Odrą, Złota Tarka, Jazz Juniors, FAMA.
W 1973 roku, krótko po zdanej maturze trafił do Grupy WIEM (W Innej Epoce Muzycznej), którą po rozstaniu z Anawą, powołał do życia Marek Grechuta z którym muzyk współpracował przez trzy lata oraz nagrał album pt. Magia obłoków (1974), gdzie oprócz skrzypiec zagrał także na gitarze akustycznej. 

Pierwszym utworem z promowanej właśnie Drogi… była Wędrówka (z tekstem Wincentego Fabera) – klasyczny przykład progresywnego jazz-rocka; niezwykle motoryczny numer z charakterystyczną melodeklamacją Grechuty i chórkiem męskim w tle. Uwagę po raz kolejny zwraca partia skrzypiec elektrycznych (których w wersji oryginalnej nie było) oraz jazzowy podkład fortepianu; obaj instrumentaliści – Piotr Michera i Eugeniusz Obarski – chętnie zresztą wchodzą ze sobą w dialog, na czym zyskuje cała kompozycja... Godzina miłowania, która siedem miesięcy później zostanie zarejestrowana w studiu z myślą o Magii obłoków (1974), drugiej płycie Grupy WIEM, jest powrotem do nowego, jazz-rockowego wcielenia artysty. Dość powiedzieć, że solo Piotra Michery na skrzypcach, równie dobrze mogłoby znaleźć się w którymś z ówczesnych kawałków Mahavishnu Orchestra!

Ponadto na festiwalu Jazz nad Odrą '74 pojawił się na scenie ze stworzoną specjalnie na tę okazję formacją Supeł w której skład oprócz niego wchodzili: Tadeusz Golachowski (saksofon, pianino), Edward Crosio (gitara basowa) i Wojciech Michera (perkusja). 21 marca 1974 roku w programie koncertu znalazły się dwa jego utwory Pętla i Kwas oraz kompozycja Golachowskiego pt. Ballada blada. Publiczność przyjęła występ kaliskich muzyków z dużym aplauzem.
W późniejszych latach skrzypek współpracował, m.in. z zespołami: Completorium, Jazz Service, country'owym Konwojem, folkową Kapelą znad Baryczy, a także z Kaliską Orkiestrą Symfoniczną oraz Teatrem im. Wojciecha Bogusławskiego w Kaliszu i Teatrem STU w Krakowie. Pracował także jako frontman w holenderskim Circus Althoff i wspierał włoskich symfoników podczas występów w Bari i Lecce. 
Dwukrotnie zapraszany do współpracy ze szwedzkim projektem Don Cherry & Äge Delbanco Tägarps Skola. Występował na estradach w kraju i za granicą (Rosja, Niemcy, Francja, Włochy, Holandia i Szwecja).
Obecnie podczas swoich recital prezentuje program pt. Kraków – wspomnienie z piosenkami Ewy Demarczyk, Zbigniewa Wodeckiego, Marka Grechuty i Grzegorza Turnaua w całkowicie odmiennych, nowych aranżacjach. 
Kolejny program sygnowany jest nazwą „Piotr Michera Violin Project” i zawiera covery światowych hitów funky, rocka i bluesa z repertuaru takich wykonawców jak: Whitney Houston, Stevie Wonder, Sting, Eric Clapton, Earth, Wind & Fire czy Carlos Santana.